# The Roaring 20's

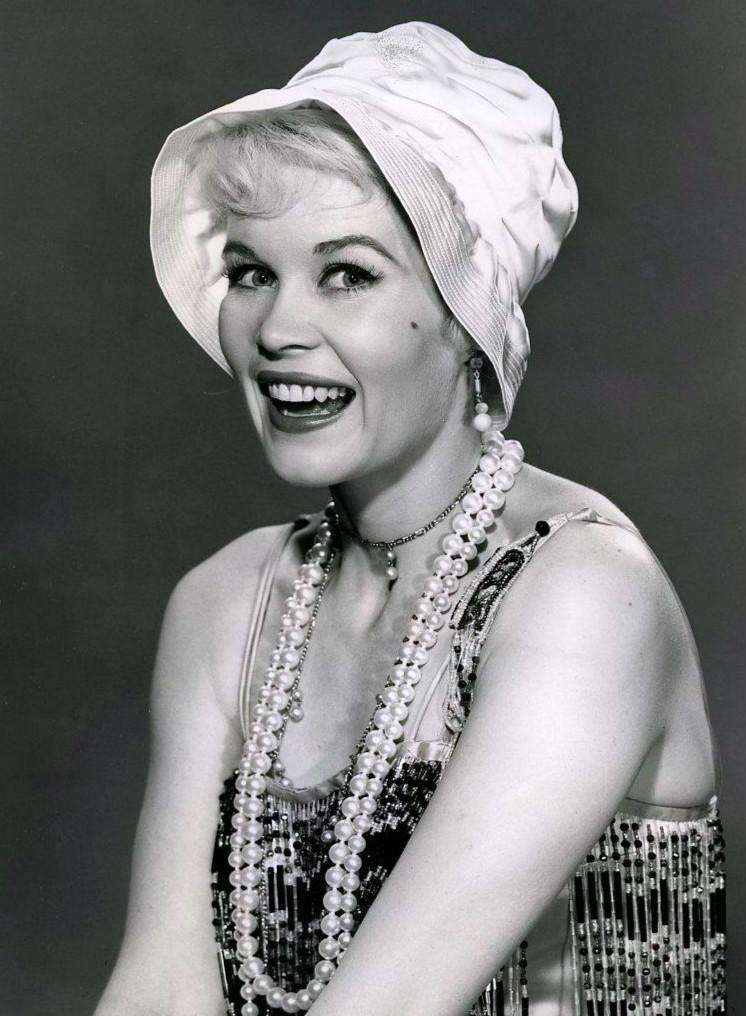
Dorothy Provine nel ruolo di Pinky Pinkham.

The Roaring 20's è una serie televisiva statunitense in 45 episodi trasmessi per la prima volta nel corso di 2 stagioni dal 1960 al 1962.
È una serie a sfondo investigativo e drammatico incentrata sulle vicende di due reporter nel periodo del proibizionismo statunitense (gli "anni ruggenti").

## Trama
Pat Garrison e Scott Norris sono due giovani reporter del New York Record. I due sono sempre a caccia di nuovi casi e spesso vengono aiutati dalla cantante di night-club Pinky Pinkham, dal tenente di polizia Joe Switoski e dal ragazzo della copisteria Chris Higby. L'attore Rex Reason, che interpretava Scott Norris, lasciò la serie alla fine della prima stagione e il personaggio fu sostituito da Jim "Duke" Williams, interpretato da John Dehner.

## Personaggi e interpreti

### Personaggi principali
- Pat Garrison (42 episodi, 1960-1962), interpretato da Donald May.
- Pinky Pinkham (45 episodi, 1960-1962), interpretata da Dorothy Provine.
- Chris Higbee (39 episodi, 1960-1962), interpretato da Gary Vinson.
- Tenente Joe Switolski (37 episodi, 1960-1962), interpretato da Mike Road.
- Robert Howard (33 episodi, 1960-1962), interpretato da James Flavin.
- Gladys (30 episodi, 1960-1962), interpretata da Louise Glenn.
- Scott Norris (28 episodi, 1960-1961), interpretato da Rex Reason.
- Duke Williams (27 episodi, 1960-1962), interpretato da John Dehner.

### Personaggi secondari
- Chauncey Kowalski (18 episodi, 1960-1961), interpretato da Wally Brown.
- Andre (16 episodi, 1961-1962), interpretato da Gregory Gaye.
- Dixie (13 episodi, 1960-1961), interpretata da Carolyn Komant.
- Gil Lewis (4 episodi, 1961), interpretato da John Harmon.
- Lefty (4 episodi, 1960-1961), interpretato da Billy M. Greene.
- Bootsie (3 episodi, 1960-1962), interpretata da Roxanne Arlen.
- Mrs. Andreades (3 episodi, 1960-1962), interpretata da Penny Santon.
- Rossi (3 episodi, 1960-1961), interpretato da Herman Rudin.
- Libby Norton (2 episodi, 1960-1961), interpretata da Peggy McCay.
- Ben Dorschel (2 episodi, 1960-1961), interpretato da Frank DeKova.

### Guest star
Tra le guest-star: Chris Alcaide, Whit Bissell, Ronnie Dapo, Andrew Duggan, Keith Larsen, James Millhollin, Gregg Palmer, Sue Randall, Harry Dean Stanton, Randy Stuart, Joan Tompkins.

## Produzione
La serie fu prodotta da Warner Bros. Television e girata negli studios della Warner Brothers a Burbank in California. Le musiche furono composte da Michael Heindorf, Howard Jackson e Frank Perkins.

### Registi
Tra i registi sono accreditati:
- Robert Altman in 9 episodi (1960-1961)
- George Waggner in 7 episodi (1960-1961)
- Leslie H. Martinson in 6 episodi (1960-1962)
- Robert Sparr in 4 episodi (1961)
- Irving J. Moore in 3 episodi (1961)
- Charles R. Rondeau in 3 episodi (1961)
- Marc Lawrence in 2 episodi (1960-1962)
- Charles F. Haas in 2 episodi (1960-1961)
- Stuart Heisler in 2 episodi (1961)
- Sidney Salkow in 2 episodi (1961)

### Sceneggiatori
Tra gli sceneggiatori sono accreditati:
- László Görög in 5 episodi (1960-1961)
- Shirl Hendryx in 4 episodi (1961)
- Melvin Levy in 3 episodi (1960-1962)
- Robert J. Shaw in 3 episodi (1960-1961)
- Ardel Wray in 2 episodi (1961)

## Distribuzione
La serie fu trasmessa negli Stati Uniti dal 15 ottobre 1960 al 20 gennaio 1962 sulla rete televisiva ABC.

## Episodi
| Stagione         | Episodi | Prima TV USA |
| ---------------- | ------- | ------------ |
| Prima stagione   | 31      | 1960-1961    |
| Seconda stagione | 14      | 1961         |